# Leptotarsus (Tanypremna) incompletus
Leptotarsus (Tanypremna) incompletus is een tweevleugelige uit de familie langpootmuggen (Tipulidae). De soort komt voor in het Neotropisch gebied.